# Lutzomyia walkeri
Lutzomyia walkeri är en tvåvingeart som först beskrevs av Newstead R. 1914.  Lutzomyia walkeri ingår i släktet Lutzomyia och familjen fjärilsmyggor. Inga underarter finns listade i Catalogue of Life.